# جمال الشاتي
جمال شاتي يونس الهندي (وُلد في 5 مارس 1958 في مخيم جنين) سياسي وبرلماني فلسطيني، كان عضوًا في المجلس التشريعي الفلسطيني الأول بين عامي 1996 و2006 حيث كان قد ترشح في الانتخابات العامة الفلسطينية عام 1996 ممثلًا عن حركة فتح في دائرة محافظة جنين وحصل على 17,474 صوتًا، كما ترأس لجنة الرقابة العامة وحقوق الإنسان.
اعتمدت اللجنة المركزية لحركة فتح في 29 يناير 2006، قرار المجلس الثوري السادس لحركة فتح الصادر في 7 نوفمبر 2005، اعتبار كل من رشح نفسه للانتخابات التشريعية الفلسطينية الثانية ولم يلتزم بقرارات الحركة، اعتباره خارج صفوف الحركة وأطرها.
في 7 فبراير 2007، قرر أمين سر اللجنة المركزية لحركة فتح فاروق القدومي إعادة الاعتبار التنظيمي لكل من فُصل من الحركة عام 2006 جراء ترشحه خارج كتلة حركة فتح البرلمانية في الانتخابات التشريعية الفلسطينية 2006.
في عام 2009، فاز بانتخابات المجلس الثوري لحركة فتح التي عُقدت أثناء المؤتمر السادس لحركة فتح في بيت لحم وصار عضوًا فيه.